# يوليوس جنكينز
يوليوس جنكينز (بالإنجليزية: Julius Jenkins)‏ مواليد 10 فبراير 1981 في فورت لاودردال، هو لاعب كرة سلة أمريكي. بدأ مسيرته الاحترافية في سنة 2003. يلعب في الدوري الألماني لكرة السلة كلاعب هجوم خلفي. يحمل الرقم 11.

## المسيرة الاحترافية
لعب مع ألبا برلين في الدوري الألماني من سنة 2006 إلى 2011، ثم لعب مع بروس باسكتس في موسم 2011–2012، ثم لعب مع إي دبليو إي باسكتس أولدنبورغ في الدوري الألماني من سنة 2012 إلى 2015، ثم لعب مع نادي بودوشنوست لكرة السلة في موسم 2015–2016.

## روابط خارجية
- يوليوس جنكينز على موقع الدوري الأوروبي لكرة السلة (الإنجليزية)
- يوليوس جنكينز على موقع كرة السلة الأوروبية.كوم (الإنجليزية)
- يوليوس جنكينز على موقع كلية كرة السلة في سبورتس رفرنس.كوم (الإنجليزية)
- يوليوس جنكينز على موقع ريلجم (الإنجليزية)
- يوليوس جنكينز على موقع بروبوليرز (الإنجليزية)
- يوليوس جنكينز على موقع سبورتس رفرنس (الإنجليزية)